# Григориадис, Теохарис
Теохарис Николаоу Грегориадис (1980, Салоники, Сикиес) — экономист, политолог. Сфера интересов: история экономики, политэкономия, международная экономика, сравнительная экономика с фокусом на Восточную Европу и Ближний Восток.

## Биография
Исследует влияние имперского наследия на современное экономическое развитие, роль миграции, культуры и перемещения населения в экономических показателях и политических предпочтениях, а также над международной и сравнительно денежно-кредитной политики. Его региональное внимание сосредоточено на России, Восточной Европе и Центральной Азии, в то же время он разрабатывает вопросы сравнительных исследований с Восточным Средиземноморьем, Ближним Востоком и Северной Африкой. Работает в исследовательских центрах Греции, Германии, Грузии, Армении, Турции, Израиля и России.
Калифорнийский университет в Беркли 2012 (PhD) Доктор философии в политических науках, Факультет политических наук;

Санкт-Петербургский государственный университет 2012 (PhD) Кандидат экономических наук, Факультет экономики;

Афинский университет 2007 (LLM) Магистр Юриспруденции, Юридический Факультет;

Йельский университет 2005 (MA);

Афинский университет 2002 (LLB) Магистр Юриспруденции, Юридический Факультет;

### Книги и главы в книгах
- Religion & Comparative Development: The Genesis of Democracy & Dictatorship, Series: New Thinking in Political Economy, Cheltenham, Gloucestershire & Northampton, Massachusetts: Edward Elgar]], 2018.
- Reviewed by Christa Hainz, Journal of Economics, Vol. 128, No. 1 (September 2019): 95-97.
- Aid in Transition: EU Development Cooperation with Russia & Eurasia, New York, New York: Springer, 2015.
- «Peremeny i Konflikty v Rossiiskoi Imperii», in Saginadze, Ella. 2018. Problemy Reformirovaniia Rossii na rubezhe XIX—XX vv Saint Petersburg: EUSPb Press.
- «Nuclear Power Contracts and International Cooperation: Analyzing Innovation and Social Distribution in Russian Foreign Policy», in Aggarwal, Vinod and Kristi Govella. 2012. Responding to a Resurgent Russia: Russian Policy and Responses from the European Union and the United States. Berlin and New York: Springer.

### Награды
Istanbul Policy Center, Sabancı University & Stiftung Mercator Initiative, Fellowship Program, 2021—2022.

CNRS CREDA-Procope Plus Initiative for Franco-German Mobility, Fellowship Program, 2021.

German Academic Exchange Service (DAAD), Predoctoral Scholarship, 2011—2012.

UC Berkeley Graduate Division, Dean’s Normative Time Fellowship, 2010—2011.

Alexander S. Onassis Foundation, Graduate Fellowship, 2003—2005 and 2009—2012.

Greek Government (IKY), Graduate Fellowship, 2003—2005 and 2007—2008.

UC Berkeley Institute of European Studies, Summer Grant, 2009 and 2011.

UC Berkeley Institute of Slavic, East European and Eurasian Studies, Research Grant, 2009.

UC Berkeley Institute of Slavic, East European and Eurasian Studies, Summer Grant, 2008 and 2011.

UC Berkeley School of Law, Law and Economics Program, Grant, Fall 2007.

Church of Greece, Committee of Interorthodox Relations, Study Grant, 2003—2005.

Yale University, Council of European Studies, Hart Rice Fellowship, Tuition Waiver, 2003—2005.

Yale Center for International and Area Studies, Coca-Cola World Fund-Leitner-EU Studies, Summer Grant, 2004.

University of Athens, Papadakis Foundation, Study Award, 1999—2000.